# Àfrica central
L'Àfrica central és una regió d'Àfrica que coincideix amb el centre geogràfic del continent. Forma part de l'Àfrica subsahariana, ja que està situada al sud del desert del Sàhara, a l'est del golf de Guinea i a l'oest de la vall del Rift. La regió està travessada pel riu Congo i pels seus afluents, que en conjunt formen una conca fluvial només superada en extensió per de l'Amazones a Amèrica del Sud.
Se sol considerar que l'Àfrica central inclou els estats de la República Democràtica del Congo, la República del Congo, Angola, el Txad, la República Centreafricana, el Camerun i el Gabon. També s'hi solen englobar altres països com Guinea Equatorial, la illa de São Tomé i Príncipe, Ruanda i Burundi —que se solen classificar dins de l'Àfrica oriental, però tenen molta relació amb el Congo Kinshasa— i, en un sentit més ampli, Zàmbia, que es troba al límit amb altres parts de l'Àfrica.

## Economia
En termes econòmics, és una de les regions africanes menys desenvolupades, juntament amb l'Àfrica oriental i l'Àfrica occidental. De fet, el 2022 es va estimar que 35 milions de persones passaven fam a l'Àfrica central i l'occidental. Existeixen diverses organitzacions territorials dedicades a aquest àmbit, d'entre les quals destaquen la Comunitat Econòmica dels Estats de l'Àfrica Central (CEEAC) i la Comunitat Econòmica i Monetària de l’Àfrica Central (CEMAC). La divisa més estesa és el franc CFA de l'Àfrica Central, impulsada el 1945 pel govern central francès a la Françafrique i desoficialitzada de França i l'Àfrica occidental el 2019 pel valor colonial que se li atribuïa.

## Política
Pel que fa a la política, històricament és una zona caracteritzada per la inestabilitat, el caos i governs democràtics curts. Hi abunden els cops d'estat i els governs provisionals, i hi ha grups de rebels que en controlen àrees rurals. En conseqüència, la població no sempre gaudeix de serveis públics de qualitat, com ara l'educació, la sanitat i el transport.

## Geografia
La geografia física varia en funció del país: entre d'altres, hi ha boscos tropicals, terres altes i volcans. És destacable l'existència del llac Txad, envoltat pel mateix Txad, el Camerun, el Níger i Nigèria. Aquest llac sosté la fauna i la flora de la zona i canvia de dimensions segons les precipitacions. També és molt important a la regió el llac Tanganyika. Pel que fa a la vida animal, moltes espècies amenaçades s'han vist encara més amenaçades per culpa de la desforestació del seu hàbitat, la caça i la caça furtiva.

## Història
Segons se sap, passat el Neolític, va arribar a l'Àfrica central la metal·lúrgia del ferro, provinent de Núbia, i des d'allà es va escampar més enllà gràcies a l'expansió dels pobles bantus, que hi vivien durant el primer mil·lenni.

## Cultura
La regió de l'Àfrica central està culturalment delimitada pel substrat bantu, que respon a la història demogràfica de la zona. A més de les llengües bantus, a l'Àfrica central es parlen llengües sudàniques i llengües adamawa-ubangi, així com llengües criolles i pidgins. També hi són presents algunes llengües europees, sobretot el portuguès (a São Tomé i Príncipe i també Angola) i el francès, que sovint s'han establert com les llengües oficials dels respectius Estats. Tanmateix, a la regió serveixen com a lingua franca també idiomes com el lingala, el kongo, el sango i el suahili.